# 张晓春
张晓春（1963年6月—），山东济南人。深圳大学体育学院副教授，原深圳大学高尔夫学院院长，文学博士，中国古代文学及体育人文社会学专业硕士研究生导师。
1984年，毕业于安徽师范大学中文系汉语言文学专业。2007年，获哈尔滨师范大学文学博士学位。2008年北京奥运会深圳站火炬手。荣获广东省“南粤优秀教师”，深圳市优秀教师、先进教育工作者等殊荣。曾先后任教于安徽师范大学中文系、深圳大学师范学院中文系、文学院任教，曾担任深圳大学校办党办副主任，直属教研党委书记，高尔夫学院常务副院长，院长等职务。